# Lissotesta ambigua
Lissotesta ambigua är en snäckart som beskrevs av Dell 1956. Lissotesta ambigua ingår i släktet Lissotesta och familjen Skeneidae. Inga underarter finns listade i Catalogue of Life.